# 비둘기조롱이
비둘기조롱이(Amur falcon)는 맹금류의 하나이다. 매과에 속한다. 이 새는 우수리,중국 동북부,한반도 북부에서 볼 수 있으나 서식지의 소실과 사냥으로 인해 개체 수가 빠르게 감소하고 있다. 철새로서 아프리카에서 겨울을 난다.
성체 수컷은 몸윗면은 회흑색, 몸아랫면은 청회색이다. 아래꼬리가 적갈색이고 날개아랫면에 흰색 무늬가 있다. 암컷은 수컷과 달리 몸윗면은 청회색에 흑갈색 줄무늬가 있다. 몸아랫면은 흑갈색 줄무늬가 있는 흰색이다. 납막은 적갈색이고 날개아랫면은 흰색에 검은 줄무늬가 있다.
어린새는 전체적으로 암컷과 비슷하지만 몸윗면이 황갈색 비늘무늬고 몸아랫면에 세로줄무늬가 있다.몸 길이는 수컷은 25cm, 암컷은 30cm 정도이며 날개 길이는 63~71cm이다. 평균 몸무게는 120g이다.